# Robert Bentley
Ne doit pas être confondu avec Robert J. Bentley.
Pour les articles homonymes, voir Bentley.
Robert Bentley, né le 25 mars 1821 à Hitchin et mort en décembre 1893, est un botaniste et pharmacien britannique. Il est un membre de la Linnean Society of London.

## Œuvres
Parmi ses principales publications : 
- A Manual of Botany: including the structure, functions, classification, properties, and uses of plants, etc. (1861) ;
- Medicinal Plants : being descriptions with original figures of the principal plants employed in medicine and an account of the characters, properties, and uses of their parts and products of medicinal value (1880) ;
- The Student’s Guide to Structural, Morphological, and Physiological Botany (1883) ;
- A Text-book of Organic Materia Medica, comprising a description of the vegetable and animal drugs of the British Pharmacopoeia, with other non-official medicines, etc. (1887).